# Ca l'Idílio
Ca l'Idílio és un edifici del municipi d'Esparreguera (Baix Llobregat) inclòs en l'Inventari del Patrimoni Arquitectònic de Catalunya.

## Descripció
És un habitatge que fa xamfrà, estructurat en planta baixa i dos pisos. Està fet amb maó després arrebossat. Destaquen els esgrafiats geomètrics a tota la façana així com l'encoixinat de pedra que emmarca una columneta adossada a la cantonada.
A la planta baixa i sobre la porta d'accés es troben les inicials de l'antic propietari (A.C.). Al seu costat i sobre d'una finestra també hi figura la data de 1899. Les obertures de la planta baixa són finestres enreixades, mentre que les dels pisos superiors són balcons de ferro forjat. Les obertures són allandades, disposades de forma regular i emmarcades per pilastres amb capitells corintis que alhora suporten mènsules que aguanten el balcó del pis superior.
L'últim pis està rematat per una cornisa, sustentada per mènsules decorades amb motius geomètrics, i forats de ventilació. A sobre, al terrat, hi ha un balcó balustrat.